# Alopoglossus theodorusi
Alopoglossus theodorusi — вид ящірок родини Alopoglossidae. Мешкають в Бразилії і Французькій Гвіані. Вид названий на честь нідерландського герпетолога Теодоруса Віллема ван Лідта де Джуде. Описаний у 2020 році.

## Поширення і екологія
Alopoglossus theodorusi мешкають на сході Гвіанського нагір'я, у Французькій Гвіані та в бразильському штаті Амапа. Вони живуть у вологих тропічних лісах, на берегах струмків.